# Flammerans
Flammerans est une commune française située dans le canton d'Auxonne du département de la Côte-d'Or, en région Bourgogne-Franche-Comté.

## Géographie

### Climat
Pour des articles plus généraux, voir Climat de la Bourgogne-Franche-Comté et Climat de la Côte-d'Or.
En 2010, le climat de la commune est de type climat des marges montargnardes, selon une étude du Centre national de la recherche scientifique s'appuyant sur une série de données couvrant la période 1971-2000. En 2020, Météo-France publie une typologie des climats de la France métropolitaine dans laquelle la commune est exposée à un climat semi-continental et est dans la région climatique  Bourgogne, vallée de la Saône, caractérisée par un bon ensoleillement (1 900 h/an), un été chaud (18,5 °C), un air sec au printemps et en été et des vents faibles. 
Pour la période 1971-2000, la température annuelle moyenne est de 10,2 °C, avec une amplitude thermique annuelle de 17,2 °C. Le cumul annuel moyen de précipitations est de 893 mm, avec 11,9 jours de précipitations en janvier et 8,5 jours en juillet. Pour la période 1991-2020, la température moyenne annuelle observée sur la station météorologique de Météo-France la plus proche, « Dole », sur la commune de Dole à 16 km à vol d'oiseau, est de 11,6 °C et le cumul annuel moyen de précipitations est de 1 023,0 mm,. Pour l'avenir, les paramètres climatiques de la commune estimés pour 2050 selon différents scénarios d'émission de gaz à effet de serre sont consultables sur un site dédié publié par Météo-France en novembre 2022.

## Urbanisme

### Typologie
Au 1er janvier 2024, Flammerans est catégorisée commune rurale à habitat dispersé, selon la nouvelle grille communale de densité à 7 niveaux définie par l'Insee en 2022.
Elle est située hors unité urbaine. Par ailleurs la commune fait partie de l'aire d'attraction de Dijon, dont elle est une commune de la couronne,. Cette aire, qui regroupe 333 communes, est catégorisée dans les aires de 200 000 à moins de 700 000 habitants,.

### Occupation des sols
L'occupation des sols de la commune, telle qu'elle ressort de la base de données européenne d’occupation biophysique des sols Corine Land Cover (CLC), est marquée par l'importance des territoires agricoles (61,5 % en 2018), une proportion sensiblement équivalente à celle de 1990 (62 %). La répartition détaillée en 2018 est la suivante : terres arables (38,8 %), forêts (28,7 %), prairies (21,4 %), milieux à végétation arbustive et/ou herbacée (4,3 %), zones urbanisées (3,6 %), eaux continentales (2 %), zones agricoles hétérogènes (1,3 %). L'évolution de l’occupation des sols de la commune et de ses infrastructures peut être observée sur les différentes représentations cartographiques du territoire : la carte de Cassini (XVIIIe siècle), la carte d'état-major (1820-1866) et les cartes ou photos aériennes de l'IGN pour la période actuelle (1950 à aujourd'hui).

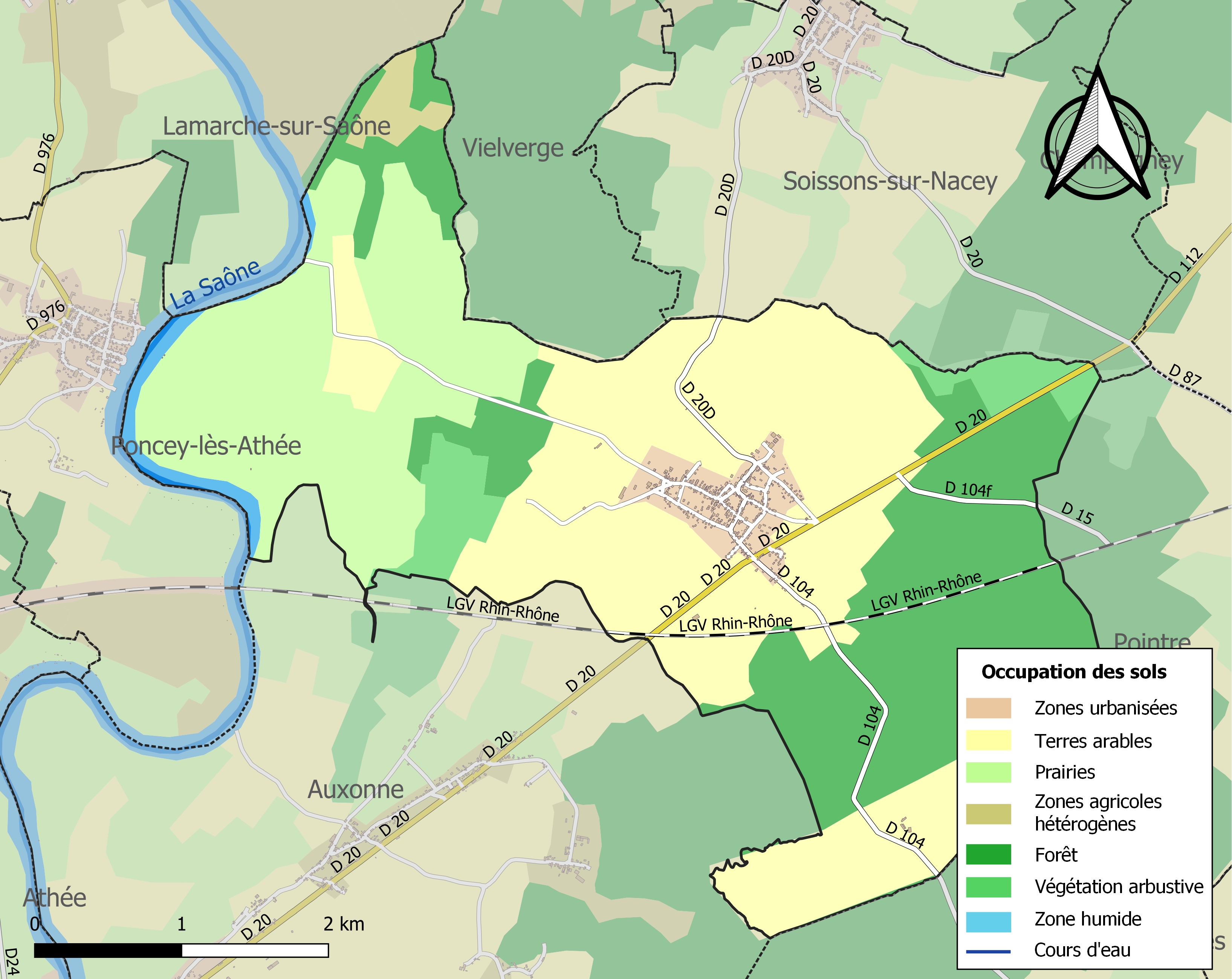
Carte des infrastructures et de l'occupation des sols de la commune en 2018 (CLC).

## Histoire
Flammerans a compté plus de 800 habitants au milieu du XIXe siècle et était descendu à 260 habitants vers 1980. La commune est signalée comme étant la dernière en France à subir une attaque de loup enragé, en décembre 1887.
C'était un village traditionnellement agricole. Sa prospérité, pendant des siècles, s'est établie sur les trois zones de son territoire : autour du village, des terres agricoles ; à l'ouest, des prairies qui nourrissaient les bovins, dans la plaine inondable de la Saône ; à l'est, la vaste forêt communale qui nourrissait les porcs et fournissait le bois.
Les rues sont larges et bordées de vastes bas-côtés herbeux. La plupart des maisons traditionnelles sont orientées selon l'axe nord-sud et ont leurs ouvertures principales à l'est, au soleil du matin. Les cours et les jardins sont balayés par les vents dominants.
Aujourd'hui, il ne reste que quelques agriculteurs, de rares artisans, beaucoup de retraités, et les actifs vont travailler dans les villes voisines. Les nombreux pavillons, récemment construits, ont attiré une population rajeunie qui justifie le maintien de deux classes primaires.

## Politique et administration
| Période                                  | Période  | Identité         | Étiquette      | Qualité                                                          |
| ---------------------------------------- | -------- | ---------------- | -------------- | ---------------------------------------------------------------- |
| Les données manquantes sont à compléter. |          |                  |                |                                                                  |
| vers 1920                                |          | Quenot           |                |                                                                  |
| 2008                                     | 2020     | Dominique Girard | Droite Modérée | Retraité de l'enseignement Conseiller général puis départemental |
| 2020                                     | En cours | Éric Loichot     |                | Agent de la fonction publique                                    |

## Démographie
En 2022 , la commune de Flammerans comptait 453 habitants. À partir du XXIe siècle, les recensements réels des communes de moins de 10 000 habitants ont lieu tous les cinq ans. Les autres chiffres sont des estimations.
| 1793 | 1800 | 1806 | 1821 | 1831 | 1836 | 1841 | 1846 | 1851 |
| ---- | ---- | ---- | ---- | ---- | ---- | ---- | ---- | ---- |
| 634  | 639  | 646  | 705  | 809  | 840  | 825  | 840  | 830  |

| 1856 | 1861 | 1866 | 1872 | 1876 | 1881 | 1886 | 1891 | 1896 |
| ---- | ---- | ---- | ---- | ---- | ---- | ---- | ---- | ---- |
| 741  | 757  | 757  | 762  | 760  | 754  | 691  | 667  | 636  |

| 1901 | 1906 | 1911 | 1921 | 1926 | 1931 | 1936 | 1946 | 1954 |
| ---- | ---- | ---- | ---- | ---- | ---- | ---- | ---- | ---- |
| 602  | 606  | 561  | 491  | 462  | 451  | 418  | 373  | 390  |

| 1962 | 1968 | 1975 | 1982 | 1990 | 1999 | 2004 | 2006 | 2009 |
| ---- | ---- | ---- | ---- | ---- | ---- | ---- | ---- | ---- |
| 317  | 303  | 262  | 322  | 358  | 335  | 381  | 392  | 416  |

| 2014 | 2019 | 2022 | - | - | - | - | - | - |
| ---- | ---- | ---- | - | - | - | - | - | - |
| 416  | 445  | 453  | - | - | - | - | - | - |

## Lieux et monuments
Église Saint-Léger (monuments historiques).
Voie bleue (randonnée le long de la Saône).

### Flammerans dans les arts
Flammerans est citée dans le poème d’Aragon, Le conscrit des cent villages, écrit comme acte de Résistance intellectuelle de manière clandestine au printemps 1943, pendant la Seconde Guerre mondiale.

## Héraldique
| Blason de Flammerans | Blason  | De sinople à la divise haussée d'argent, accompagnée d'une flamme mouvant de la pointe de gueules et d'or au sommet de ses trois flammèches.                      |
| Blason de Flammerans | Détails | * Il y a là non-respect de la règle de contrariété des couleurs : ces armes sont fautives (gueules sur sinople). Le statut officiel du blason reste à déterminer. |